# Шуберт, Андре
Андре Шуберт (нем. André Schubert; род. 24 июля 1971, Кассель, Гессен) — немецкий футболист и тренер.

## Тренерская карьера
В марте 2006 года стал руководить молодёжной командой «Падерборн 07». Позже, уже в 2009, стал главным тренером взрослой команды, которой помог клубу выйти во Вторую Бундеслигу.
В мае 2011 года подписал контракт с футбольным немецким клубом «Санкт-Паули», потом был уволен за плохие результаты.
В мае 2015 года Андре Шуберт стал исполняющим обязанностей главного тренера, заменяя Люсьена Фавра. Однако тот в начале нового сезона подал в отставку после пяти поражений подряд в чемпионате Германии. В итоге Андре стал полноценным тренером «жеребцов». Свою работу в команде Шуберт начал довольно успешно — в Бундеслиге 2015/16 «Боруссия» совершила беспроигрышную серию в 10 матчей, из которых 8 побед и 2 ничьи. Однако клуб потерпел неудачи в Кубке Германии и Лиге чемпионов, не попав даже в Лигу Европы.
Второй круг сезона начался с поражения от «Боруссии» Дортмунд со счётом 1:3.
21 декабря 2016 года Андре Шуберт был уволен с поста главного тренера «Боруссии» за неудовлетворительные результаты.